# Рожны (Брянская область)
Рожны — село в Клинцовском районе Брянской области, административный центр Рожновского сельского поселения.

## География
Находится на левом берегу реки Туросна в западной части Брянской области на расстоянии приблизительно 9 км на запад по прямой от вокзала железнодорожной станции Клинцы.

## История
Основано в начале XVIII века как слобода, владение Бороздны. Входило в Новоместскую сотню Стародубского полка. Благовещенская церковь упоминалась с XVIII века (снесена в 1960-х годах). В 1859 году здесь (село Суражского уезда Черниговской губернии) учтено было 53 двора, в 1892—118 дворов. В XIX веке село Рожны было в составе Тулуковской (позже — Рожновской) волости Суражского уезда Черниговской губернии. 
В 1946 году возродившийся колхоз стал называться «Путь к коммунизму».
В 1949 году была построена пекарня.
В 1950 году открылся заготовительный пункт.
В 1955 году в селе Рожны вступили в эксплуатацию новые магазины и чайная.
В 1987 году начали асфальтировать дороги в селе Рожны.
В 1989 году совхоз «Ольховский» расформировали, в селе Рожны стал совхоз «Майский», а в селе Ольховка - «Ольховский».
В 1993 году в Рожнах построено здание детского сада.
В середине XX века работал колхоз «Свободный труд».

## Население
Численность населения: 431 человек (1859), 860 человек (1892), 721 человек (2002), 546 человек (2024).
| 2010 | 2013 |
| ---- | ---- |
| 729  | ↗786 |